# 野長瀬美慧
野長瀬 美慧（のながせ みえ、6月21日  - ）は、日本の声優、女優、MC、 経営者。
マレーシアのクアラルンプール出身。アクロス エンタテインメント所属。株式会社LORETTA MARTIN代表取締役。

## 来歴
日本人の父とマレーシア人の母との間に生まれ、マレーシア育ち。日本語の他、英語、マレー語が話せる。
高校生の時に日本に帰国し、大学は法政大学グローバル教養学部を卒業。大学在学時に友人に誘われ声優の養成所の体験授業に参加したのをきっかけに声優を目指す。
以前はぷろだくしょん★A組、アル・シェアに所属していた。
2019年にアクロスエンタテインメントに所属することを報告。
2022年に音響制作会社、株式会社LORETTA MARTINを設立。2023年にはレコーディングスタジオ「LORETTA studio」をオープン。

## 出演

### テレビアニメ
- SK-II STUDIO 「VSシリーズ『火の鳥NIPPON』」　（2021年、選手役）
- BanG Dream! It's MyGO!!!!!（2023年、留学生C）

### 劇場アニメ
- 劇場版しまじろう「まほうのしまのだいぼうけん」（2018年、魔法使い）

### 外画
- HELIX~黒い遺伝子~ (2015年、ニコル・ウィルソン)
- SPOOKS MI-5 (2016年、ミルバ)
- 溺殺魔 セバスチャン・ドナー（2018年、コビー）
- トム・クランシー CIA分析官 ジャック・ライアン (2018年、ブランチ)
- X-ファイル 2018 (2018年、ケイラ)
- 世界の麻薬王 (2018年、ジャッキー/ベネット/カウフマン役)
- Dr. Death (2023年、ジル・デレオン役)
- スノードロップ (2023年、リンダ役)

### ゲーム
2014年
- vanishment day (高千穂康介)

2016年
- 東京ハーレム (市谷ツカサ)

2017年
- デウスエクス マンカインド ディバイデット
- アルケミアストーリー (トリス)

2022年
- EOS エコー・オブ・ソウル
- べティア ペラペラ英語アドベンチャー (メイン音声ガイド)

### パチスロ
2016年
- 十字架3 (クロウリー)

### テレビドラマ
- ジモトに帰れないワケあり男子の14の事情 『帰省チキンレース』 (洋二の母親(音声のみ))

### ナレーション
- エコフィールド (静岡k-mixラジオ)
- アクティブ・コレクション (FM横浜)
- StarCraft Remastered (WebCM)
- Swift (岡村製作所)
- ミルクたっぷりとろりんシュー (セブンイレブン)
- 全日本かまぼこ連合 (英語ナレーション)
- J-PIC 太陽光パネル (英語ナレーション)
- 筑波乳業 (英語ナレーション)
- ファインシティ東松戸 (企業VP)
- ペットのお世話管理アプリ『ペトナビ』 (ナレーション)

### テレビ番組
- TOKYO MX 「ええじゃないか！！」　 (ゲスト)

### ラジオ
- Say you will Challenge (FMうらら)
- みえしぃ・せいにゃんの特命！宣伝部 (FMうらら)
- 若林直美「若好藩ラジオ」 (アシスタント)
- 宮崎寿々佳のManmanmonDay (FMうらら、ゲスト)
- サタマニ♪ (レインボータウンFM、ゲスト)

### モデル
- 横浜クルージング
- 東京ゲームショウ 2013 (SAGAブース)
- 東京モーターショー 2013 (BMWブース)

### 舞台
- 蜜の味 (主役、亜路企画Vol.5)
- 終末のフール (暁子、千鶴、ロウドクノチカラ第十回公演 伊坂幸太郎原作)
- ちょっといい話 (主演:凛子)

### イベント
- しまじろう　まほうのゆうえんち (ボス・いじわるメーロ)

### DVD&VIDEO
- 医療教材 ナースの英会話 (看護師役)

### WEB
- ディーンチャンネル (隔週レギュラー、ニコ生スタジオディーン公式)
- 私にもわかる!FX実用実践講座!! (レギュラー)

### 歌
- YOLO!![5] (「Say you will challenge!」テーマソング)

### MC・司会
- 横浜シーバスイルミネーションクルーズ[6][出典無効] (レギュラー)
- AKIBA IDOL FESTIVAL
- Golden Brass Japan Festival 2016/公式ミューズ (MC、モデル)
- 芝浦ビジネスコンペティション